# Herman van Veen

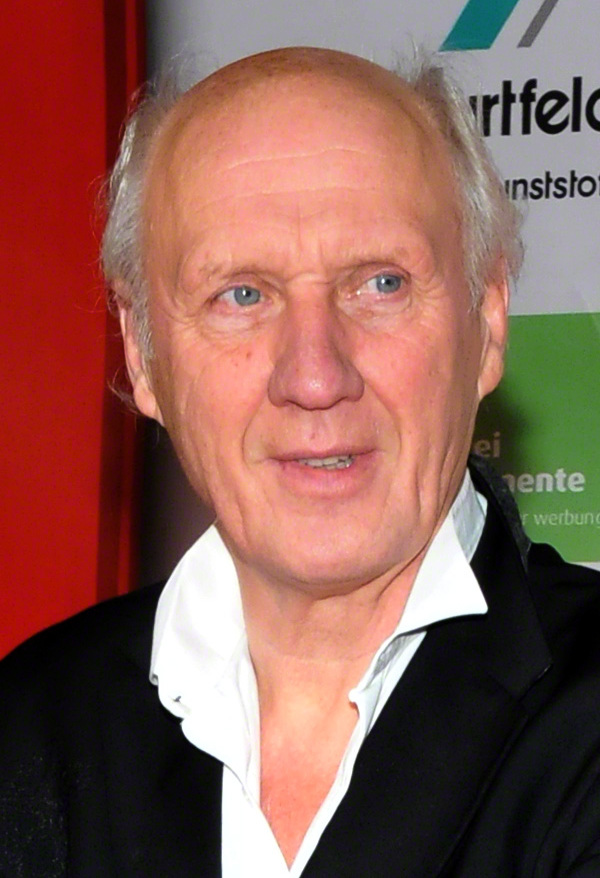
Herman van Veen, 2013

Hermannus „Herman“ Jantinus van Veen (* 14. März 1945 in Utrecht, Niederlande) ist ein niederländischer Singer-Songwriter, Violinist, Schriftsteller, Clown und Schauspieler. Im deutschsprachigen Raum wurde er unter anderem mit dem Lied Ich hab’ ein zärtliches Gefühl sowie als geistiger Vater der Zeichentrick-Ente Alfred Jodocus Kwak bekannt.

## Leben
Als Sohn eines Schriftsetzers und einer Hausfrau besuchte Herman van Veen in Utrecht eine Montessori-Schule und erhielt als Achtjähriger Geigen- und Gesangsunterricht.

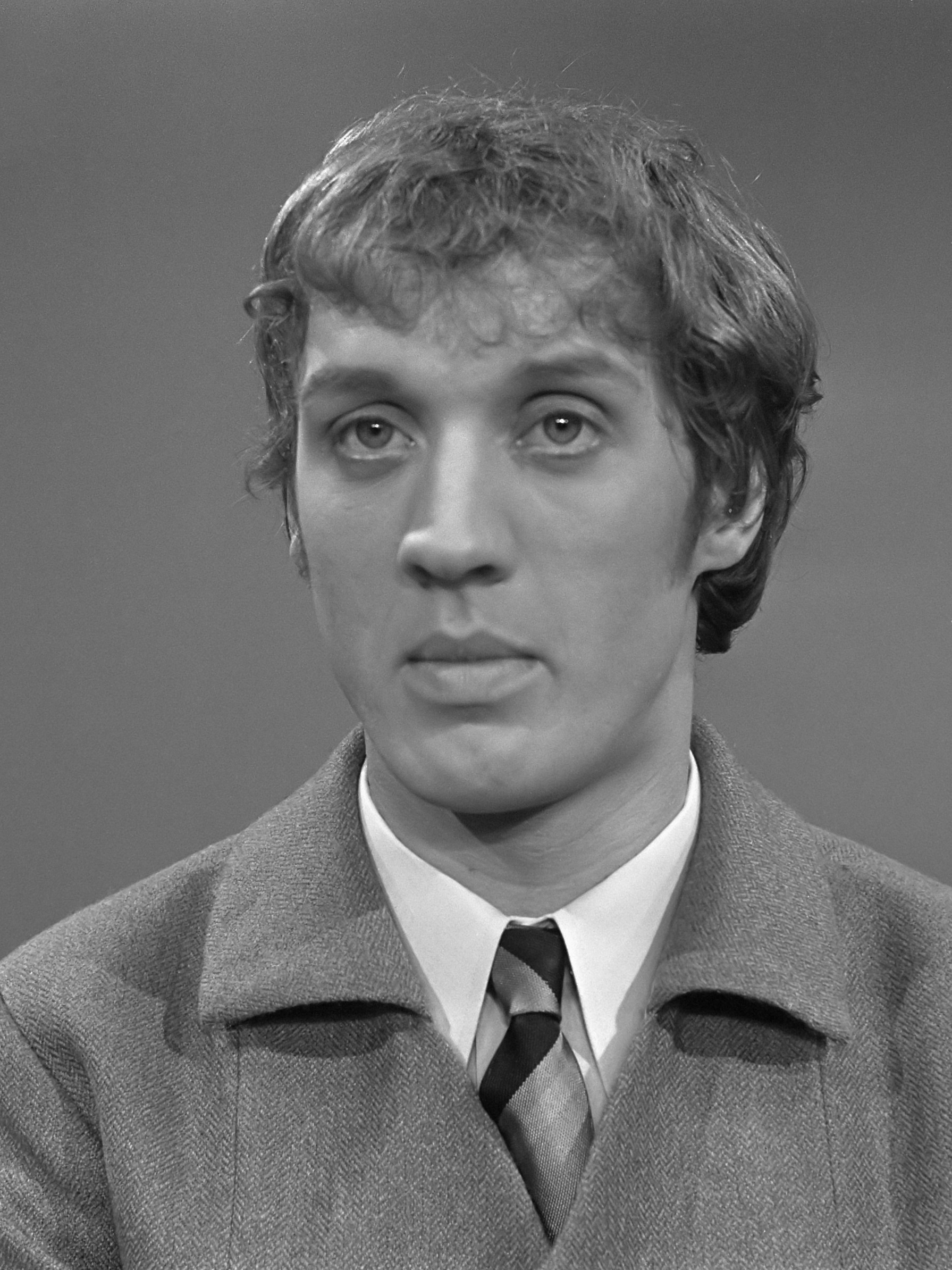
Herman van Veen (1968)

Van Veen absolvierte ein Studium am Konservatorium Utrecht (Fächer: Geige, Gesang, Musikpädagogik). Dort lernte er 1961 den Pianisten Erik van der Wurff kennen. 1965 trat van Veen zum ersten Mal mit einem Soloprogramm auf. Mit van der Wurff gründete er die Kabarett-Gruppe Cabaret Chantant Harlekijn. 1967 hatten sie ihre ersten Auftritte, die von der niederländischen Theaterkritik gleich positiv aufgenommen wurden. Schnell folgten die ersten Schallplattenaufnahmen und Fernsehauftritte. Van Veen und van der Wurff arbeiteten bis zu van der Wurffs Tod am 22. September 2014 regelmäßig zusammen. In den frühen 1970er Jahren gehörte der niederländische Gitarrist Harry Sacksioni zu van Veens Begleitmusikern.
Herman van Veen etablierte sich als Kabarettist, Entertainer und Liedermacher. 1968 gründete er seine bis heute bestehende Produktionsfirma Harlekijn.
1969 war er (neben Lenny Kuhr, Marinus Gerritsen und George Kooymans) der erste Preisträger der Zilveren Harp (dt.: ‚Silberne Harfe‘), eines niederländischen Musikpreises für vielversprechende Newcomer; 1976 dann die Gouden Harp (dt.: ‚Goldene Harfe‘) als bedeutsamer niederländischer Musiker.

### Karriere im deutschsprachigen Raum

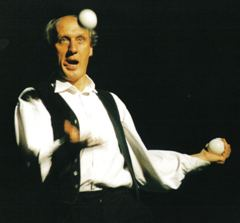
Herman van Veen (1998)

1972 wurde Herman van Veen von Alfred Biolek und Thomas Woitkewitsch für das deutsche Publikum entdeckt. Woitkewitsch übersetzte die niederländischen Lieder ins Deutsche. Van Veens erstes deutschsprachiges Album erschien 1973 und hieß Ich hab’ ein zärtliches Gefühl. Seitdem veröffentlichte er zahlreiche weitere deutsche Alben.
Am 13. November 1977 wurde in der ARD die erste Folge der sechsteiligen Serie Die seltsamen Abenteuer des Herman van Veen (Originaltitel: De wonderlijke avonturen van Herman van Veen) ausgestrahlt. Im Mittelpunkt standen Herman van Veen selbst, seine damalige Ehefrau Marlous Fluitsma und mehrere Musiker, darunter Erik van der Wurff, Harry Sacksioni, der Flötist Martijn Alsters und der Tubist Hans Koppes. Sie leben zusammen in einer Windmühle und erleben Abenteuer mit und in Bildern, die van Veen zum Leben erwecken kann.
1980 erschien erstmals die deutschsprachige Ausgabe des Kulturmagazins Harlekijn, dessen Herausgeber van Veen war. Die Auflage betrug anfangs 80.000 Exemplare. Bis Januar 1984 erschienen elf Ausgaben in unregelmäßigen Abständen.
1987 lernte van Veen den Musiker und Texter Heinz Rudolf Kunze kennen. Mit der 1989 erschienenen Langspielplatte/CD Blaue Flecken begann eine Reihe von Alben, auf denen Kunze die Mehrzahl der Texte beisteuerte und auch als Übersetzer in Erscheinung trat.

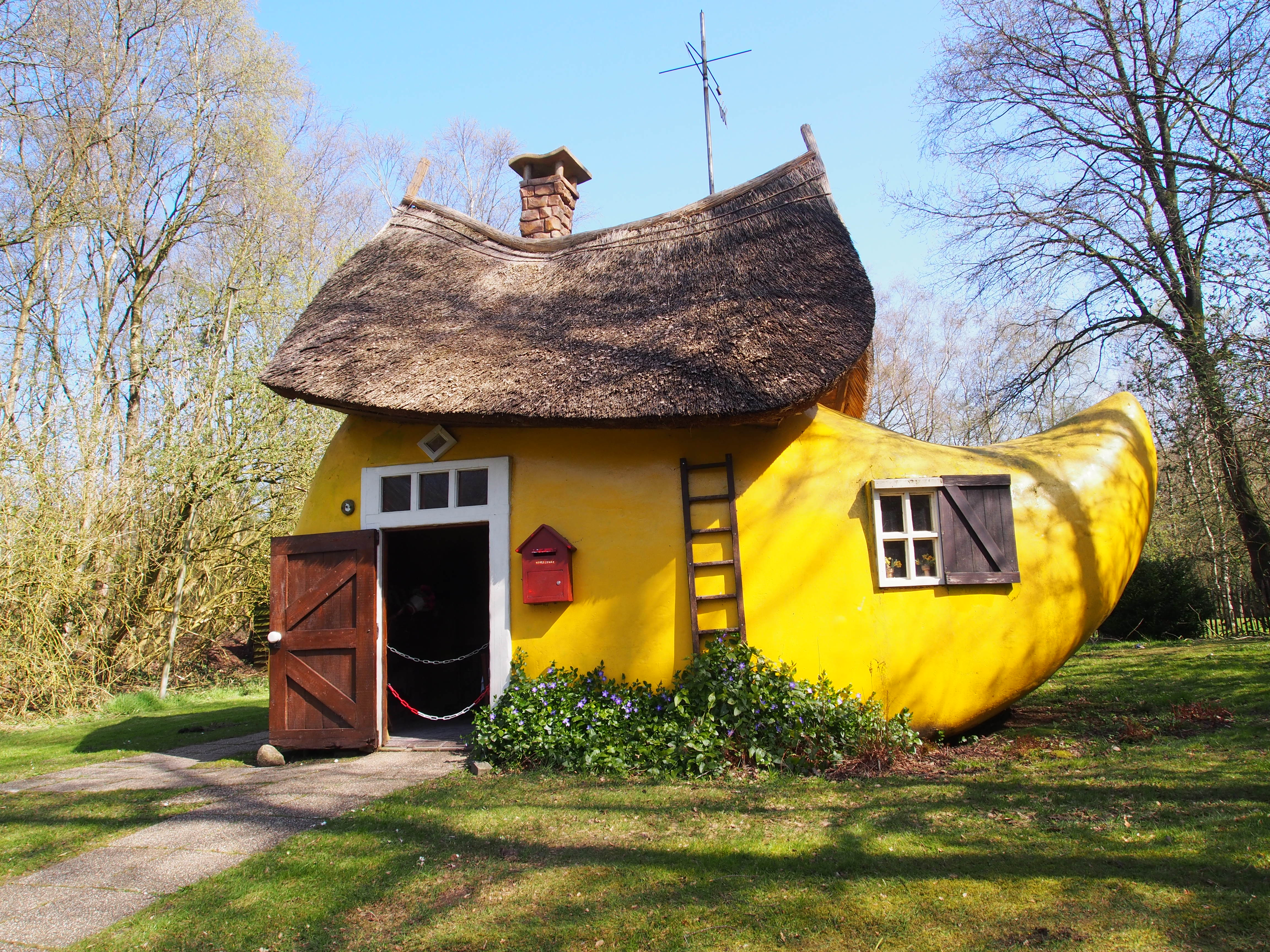
Das Holzschuhhaus im Veenpark Barger Compascuum

### Weltweite Karriere

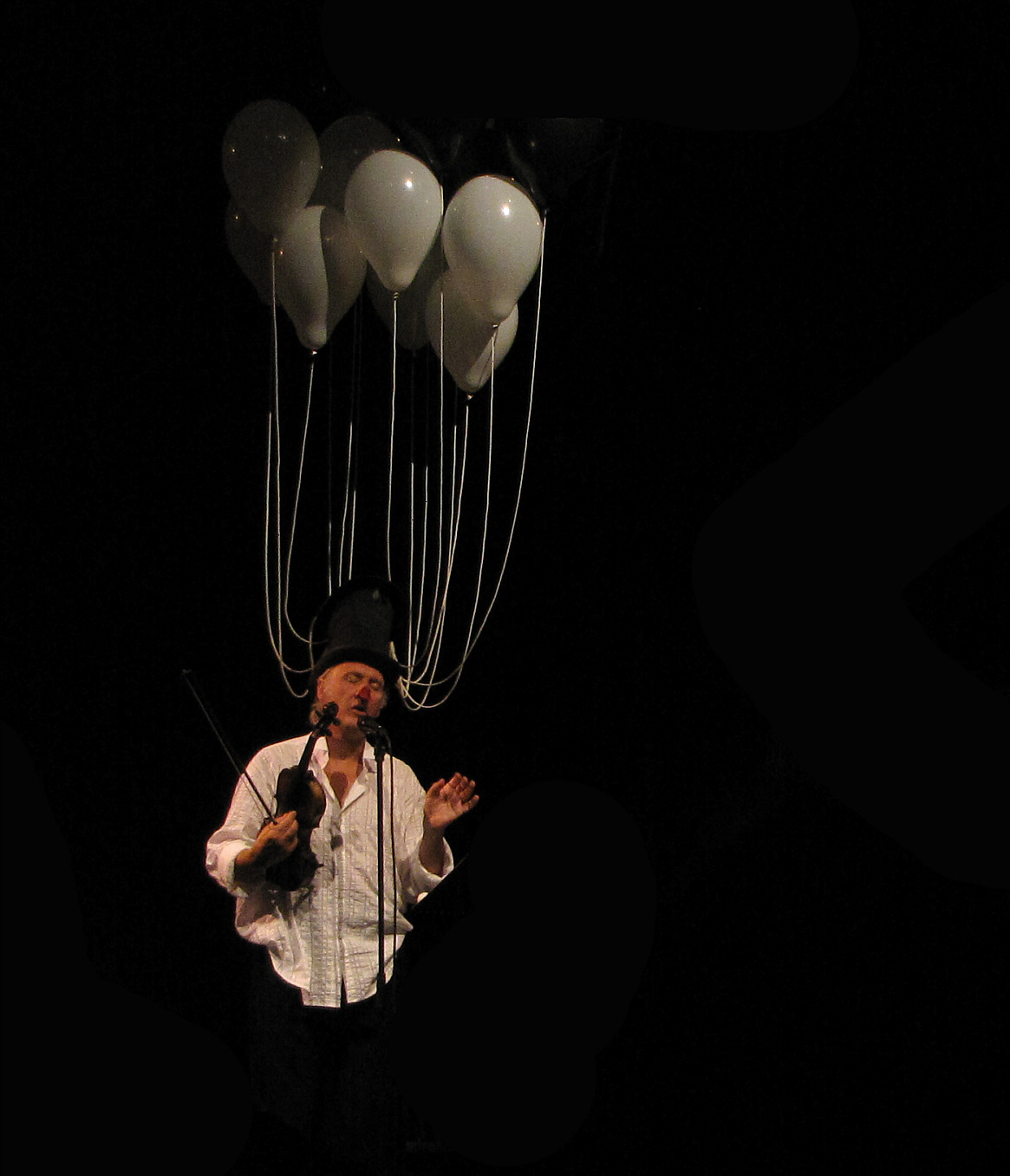
Herman van Veen (2009)

Ende der 1980er Jahre schuf van Veen auf der Grundlage seiner Musikfabel der Ente Kwak die Zeichentrickserie Alfred J. Kwak, die mit mehreren Preisen ausgezeichnet wurde. Ein „Haus des Alfred J. Kwak“ ließ der Künstler 1999 unweit der niederländisch-deutschen Grenze im Veenpark Barger Compascuum errichten.
Herman van Veen hat in den über 40 Jahren seiner bisherigen Schaffenszeit fast 140 Tonträger (Langspielplatten, CD und DVD), über 60 Bücher sowie eine ganze Reihe von Drehbüchern veröffentlicht. Bei seinen zahlreichen Konzerten wurde er von unterschiedlichen Musikern begleitet. Die Spannbreite reichte dabei von einem Begleitmusiker bis zum Sinfonieorchester.
Im Jahre 2006 inszenierte van Veen die Visualisierte Linzer Klangwolke, die jedes Jahr in Linz an der Donau stattfindet. Der Titel der visualisierten Klangwolke 2006 lautete Ente gut alles gut.
Herman van Veen inszenierte anlässlich des Varusjahres 2009 in Detmold das Musical Op een dag in september (Eines Tages im September). Die Premiere des Stückes fand am 22. August 2009 auf der Waldbühne am Detmolder Hermannsdenkmal statt.

### Familie
Herman van Veen war mit Marijke Hoffman und Marlous Fluitsma verheiratet und hat vier Kinder, von denen eine Tochter, Babette van Veen, Schauspielerin ist. Heute ist er mit der Tänzerin und Sängerin Gaëtane Bouchez verheiratet und lebt in der Gemeinde Soest bei Utrecht.

## Gesellschaftliches Engagement und Politik
Im Jahre 1999 wurde ihm wegen seines Beitrages zur deutsch-niederländischen Verständigung das Verdienstkreuz am Bande des Verdienstordens der Bundesrepublik Deutschland verliehen.
Van Veen engagiert sich in mehreren Organisationen, die er teilweise selber gegründet hat, für die Rechte von Kindern und ist UNICEF-Botschafter. Die Stiftung Euriade verlieh ihm 2005 die Martin-Buber-Plakette, die alljährlich für besondere Verdienste um die Menschlichkeit verliehen wird.
Am 7. November 2009 erschien ein offener Brief van Veens und Edith Leerkes’, in dem sie Angst davor äußerten, dass die niederländische Partij voor de Vrijheid (PVV) sich in Richtung der Nationaal-Socialistische Beweging (die mit Hitler kollaboriert hatte) entwickeln könnte. Infolgedessen wurde er bedroht und trat nur noch mit Personenschutz auf.
In Mönchengladbach-Wickrath wurde die „Förderschule der Stadt Mönchengladbach mit dem Förderschwerpunkt Geistige Entwicklung“ nach Herman van Veen benannt.

## Diskografie

### Alben
| Jahr | Titel                                                          | Höchstplatzierung, Gesamtwochen, AuszeichnungChartplatzierungen (Jahr, Titel, Platzierungen, Wochen, Auszeichnungen, Anmerkungen) | Höchstplatzierung, Gesamtwochen, AuszeichnungChartplatzierungen (Jahr, Titel, Platzierungen, Wochen, Auszeichnungen, Anmerkungen) | Höchstplatzierung, Gesamtwochen, AuszeichnungChartplatzierungen (Jahr, Titel, Platzierungen, Wochen, Auszeichnungen, Anmerkungen) | Höchstplatzierung, Gesamtwochen, AuszeichnungChartplatzierungen (Jahr, Titel, Platzierungen, Wochen, Auszeichnungen, Anmerkungen) | Anmerkungen                                                                                               |
| Jahr | Titel                                                          | DE | AT | BEW | NL | Anmerkungen                                                                                               |
| ---- | -------------------------------------------------------------- | --- | --- | --- | --- | --- |
| 1969 | Herman van Veen (II)                                           | — | — | — | NL6 (7 Wo.)NL | |
| 1971 | Carré Amsterdam                                                | — | — | — | NL2 Gold · (8 Wo.)NL | |
| 1976 | Carré III - Amsterdam                                          | — | — | — | NL14 (4 Wo.)NL | |
| 1977 | Overblijven                                                    | — | — | — | NL7 (7 Wo.)NL | |
| 1978 | Op handen                                                      | — | — | — | NL23 (10 Wo.)NL | |
| 1979 | Carré IV - Een voorstelling                                    | — | — | — | NL24 (7 Wo.)NL | |
| 1979 | De wonderlijke avonturen van Herman en de Zes                  | — | — | — | NL8 Gold · (17 Wo.)NL | |
| 1979 | Kerstliederen                                                  | — | — | — | NL8 Platin · (5 Wo.)NL | |
| 1981 | Iets van een clown                                             | — | — | — | NL10 (15 Wo.)NL | |
| 1981 | Die Anziehungskraft der Erde                                   | DE32 (12 Wo.)DE | — | — | — | |
| 1982 | Zolang de voorraad strekt deutsch: Solange der Vorrat reicht   | — | — | — | NL49 (1 Wo.)NL | |
| 1984 | Signalen deutsch: Signale                                      | DE32 (14 Wo.)DE | — | — | NL2 (16 Wo.)NL | |
| 1985 | De wisselaars                                                  | — | — | — | NL32 (7 Wo.)NL | |
| 1986 | Anne                                                           | — | — | — | NL10 Gold · (15 Wo.)NL | |
| 1987 | Carre V - De zaal is er                                        | — | — | — | NL87 (6 Wo.)NL | |
| 1987 | In vogelvlucht - 20 jaar zijn mooiste liedjes                  | — | — | BEW39 (4 Wo.)BEW | NL3 Gold · (61 Wo.)NL | |
| 1989 | Rode wangen deutsch: Rote Wangen                               | — | — | — | NL72 (13 Wo.)NL | |
| 1989 | Alfred Jodocus Kwak                                            | — | — | — | NL32 (11 Wo.)NL | |
| 1989 | Blauwe plekken deutsch: Blaue Flecken                          | — | — | — | NL15 Gold · (22 Wo.)NL | |
| 1991 | In vogelvlucht 2 – Zijn mooiste liedjes                        | — | — | — | NL26 Gold · (17 Wo.)NL | |
| 1992 | You Take My Breath Away – Herman van Veen Sings Popclassics    | — | — | — | NL73 (9 Wo.)NL | |
| 1993 | Voor wie anders                                                | — | — | — | NL63 (5 Wo.)NL | |
| 1993 | Ja                                                             | DE82 (7 Wo.)DE | — | — | — | |
| 1994 | Stille nacht deutsch: Weihnachten                              | — | — | — | NL27 (6 Wo.)NL | mit Ton Koopman; in Frankreich als Douce nuit                                                             |
| 1996 | Sarah                                                          | — | — | — | NL21 (21 Wo.)NL | |
| 1996 | De Voetbalsupporter                                            | — | — | — | NL73 (4 Wo.)NL | |
| 1997 | Carré 7 – Alles in de wind                                     | — | — | — | NL85 (4 Wo.)NL | |
| 1998 | Nu en dan – 30 jaar Herman van Veen                            | — | — | — | NL11 Gold · (26 Wo.)NL | |
| 1999 | Je zoenen zijn zoeter deutsch: Deine Küsse sind süßer          | — | — | — | NL16 (19 Wo.)NL | mit The Rosenberg Trio; auf Englisch: Your Kisses are Sweeter; auf Französisch: Tes bisous sont plus doux |
| 2001 | Carré 8 (2000)                                                 | — | — | — | NL78 (4 Wo.)NL | |
| 2001 | Er was eens… Herman van Veen zingt en vertelt een kerstverhaal | — | — | — | NL66 (1 Wo.)NL | |
| 2002 | Andere namen                                                   | — | — | BEW36 (2 Wo.)BEW | NL12 (24 Wo.)NL | |
| 2005 | Vaders                                                         | — | — | BEW52 (6 Wo.)BEW | NL19 (14 Wo.)NL | |
| 2005 | Hut ab!                                                        | DE89 (1 Wo.)DE | — | — | — | |
| 2007 | Nederlanders                                                   | — | — | — | NL24 (13 Wo.)NL | limitierte Doppel-CD                                                                                      |
| 2007 | Chapeau                                                        | — | — | — | NL70 (2 Wo.)NL | mit Edith Leerkes; als CD/DVD                                                                             |
| 2009 | 100                                                            | — | — | BEW70 (2 Wo.)BEW | NL7 Gold · (48 Wo.)NL | |
| 2009 | Im Augenblick                                                  | DE50 (2 Wo.)DE | — | — | — | |
| 2012 | Vandaag                                                        | — | — | — | NL28 (8 Wo.)NL | |
| 2014 | Kersvers                                                       | — | — | BEW39 (15 Wo.)BEW | NL2 Gold · (28 Wo.)NL | |
| 2014 | Hin und Wieder                                                 | DE73 (1 Wo.)DE | — | — | — | |
| 2015 | 10 keer Herman van Veen – Een keuze                            | — | — | — | NL94 (1 Wo.)NL | |
| 2016 | Vallen of springen deutsch: Fallen oder springen               | DE59 (1 Wo.)DE | AT48 (1 Wo.)AT | BEW62 (1 Wo.)BEW | NL15 (9 Wo.)NL | in NL 2017                                                                                                |
| 2021 | Dat kun je wel zien dat is hij                                 | — | — | — | NL18 (3 Wo.)NL | |

grau schraffiert: keine Chartdaten aus diesem Jahr verfügbar

### Singles
| Jahr | Titel Album           | Höchstplatzierung, Gesamtwochen, AuszeichnungChartsChartplatzierungen (Jahr, Titel, Album, Platzierungen, Wochen, Auszeichnungen, Anmerkungen) | Anmerkungen                                                                              |
| Jahr | Titel Album           | NL | Anmerkungen                                                                              |
| ---- | --------------------- | --- | ---------------------------------------------------------------------------------------- |
| 1969 | Suzanne               | NL3 (11 Wo.)NL |                                                                                          |
| 1970 | Rozegeur & Marjolein  | NL18 (3 Wo.)NL |                                                                                          |
| 1979 | Opzij                 | NL11 (8 Wo.)NL |                                                                                          |
| 1979 | Uit elkaar            | NL28 (5 Wo.)NL |                                                                                          |
| 1984 | Hilversum III         | NL6 (11 Wo.)NL | handelt vom Rundfunksender Hilversum 3; Original von Haindling (Lang scho nimmer g’sehn) |
| 1986 | Anne                  | NL30 (5 Wo.)NL |                                                                                          |
| 1987 | Toveren               | NL45 (7 Wo.)NL |                                                                                          |
| 1988 | Praatjes              | NL87 (3 Wo.)NL |                                                                                          |
| 1988 | De clowns             | NL65 (6 Wo.)NL |                                                                                          |
| 1990 | Blauwe plekken        | NL35 (8 Wo.)NL |                                                                                          |
| 1990 | Genoeg                | NL80 (5 Wo.)NL |                                                                                          |
| 1999 | Staakt makkers staakt | NL92 (3 Wo.)NL |                                                                                          |
| 2002 | Andere namen          | NL94 (3 Wo.)NL |                                                                                          |

### Weitere Veröffentlichungen

#### Auf Deutsch
| Studioalben - 1973: Ich hab’ ein zärtliches Gefühl - 1975: Wunder was - 1977: Unter uns - 1977: An eine ferne Prinzessin - 1979: Elf Lieder - 1981: Weihnachtslieder - 1985: Auf dem Weg zu dir - 1993: Ja - 1994: My Cat and I - 1995: Zwei Reisende - 1997: Nachbar - 1997: Du bist die Ruh’ - 2001: Weihnachten mit Herman van Veen - 2001: Was ich dir singen wollte - 2003: Unter einem Hut - 2008: Du, weißt Du … – Herman van Veen liest Gedichte von Selma Meerbaum-Eisinger (Gitarre: Edith Leerkes) - 2009: Op een dag in september (zwei Songs, limitierte Sonderausgabe) - 2009: Einige Gedichte - 2012: Für einen Kuss von Dir - 2019: Neue Saiten Kompilationen - 1977: Liederbuch - 1978: Die Lieder – Zugabe - 1988: Bis hierher und weiter - 1990: A Souvenir - 1992: Das Beste von Herman van Veen - 1994: Meisterstücke | Live-Alben und -DVDs - 1974: Inzwischen alles Gute - 1980: Heute Abend (Doppel-LP) - 1981: Herz (Doppel-LP) - 1984: Und er geht und er singt - 1986: Ein Holländer – Live in Wien - 1994: Grand Hotel Deutschland (Doppel-CD) - 1996: Live – Bitte nicht stören - 1998: In echt - 1998: Vorstellung 999 – Nachbar-Tour - 2002: Was ich dir singen wollte (Doppel-DVDplus) - 2002: Für Elise - 2003: Was ich dir singen wollte (Doppel-DVD) - 2003: Unter einem Hut (DVD) - 2005: Hut ab! (DVD) - 2007: Lieber Himmel (Doppel-CD) - 2010: Im Augenblick (DVD) - 2011: Ein Tag im September (DVD) Kinder-Alben - 1977: Die seltsamen Abenteuer des Herman van Veen - 1985: Die Musikfabel von der Ente Kwak (live) - 1992: Die seltsame Geschichte der Clowns - 1992: Alfred Jodocus Kwak Teil 2 - 2004: Alfred J. Kwak – Lachen verboten - 2004: Alfred J. Kwak – Abgemacht ist Abgemacht - 2005: Alfred J. Kwak – Lachen verboten (live, DVD) - 2008: Das Geheimnis von Theofilius - 2008: Die seltsamen Abenteuer des Herman van Veen (3 DVDs) - 2009: Pomm, pomm, pomm – ein Eisbär kriegt kein Eis mehr - 2009: Do, die Delfinin - 2009: Alfred J. Kwak – Und sie lebten noch lange … - 2010: Alfred J. Kwak – Papa |

#### Auf Niederländisch (Auswahl)
| - 1968: Herman van Veen I - 1970: Morgen - 1971: Voor een verre prinses - 1971: Goed voor een glimlach - 1972: Bloesem - 1973: Alles - 1974: En nooit weerom - 1975: Gezongen – 10 jaar Herman van Veen (NL: Gold) | - 1975: Eenentwintig van een kwartje (EP) - 1999: Nu en dan (Doppel-CD/4-CD) - 2000: Alle liedjes van de beer gaan over honing - 2002: In vogelvlucht – levende herinneringen (live) (DVD) - 2003: Andere namen (live) (DVD) - 2004: 30 jaar Herman van Veen – Carré (live) (3-DVD) - 2005: Vaders in Carré (live) (Doppel-DVD) - 2016: Damadamadance |

| - 1985: Herman van Veen chante en V.F. - 1990: Des bleux partouts | - 1980: Broadway (live) - 1980: Fourteen Songs | - 1997: ’n Teer gevoel - 2006: Sprakeloos – Vir die naamlose vrou |

## Literarische Werke (Auswahl)
- Das Leben ist ein Wunder. Links, Berlin 2000, ISBN 3-86153-207-7.
- Worauf warten wir. Rowohlt, Reinbek bei Hamburg 1981, ISBN 3-499-14933-8.
- Ein zärtliches Gefühl. Links, Berlin 1995, ISBN 3-86153-086-4.
- Unter einem Dach – Notizen eines Clowns. Rowohlt, Reinbek bei Hamburg 1982, ISBN 3-499-15124-3.
- Lebensfreude. Wotys, Kleve 2004, ISBN 3-9805541-9-8.
- Unter einem Hut. Rütten und Loening, Berlin 2003, ISBN 3-352-00648-2.
- Ohne Mantel. Rütten und Loening, Berlin 2005, ISBN 3-352-00657-1.
- Lieber Himmel. Höchstpersönliches (inkl. Text-CD). Gütersloher Verlag-Haus, Gütersloh 2007, ISBN 978-3-579-06437-6.
- Bevor ich es vergesse. Die Autobiographie. Aufbau-Verlag, Berlin 2010, ISBN 978-3-351-02718-6.
- Erinnerte Tage. Droemer Knaur, München 2016, ISBN 978-3-426-21408-4.
- Solange es leicht ist – Geschichten über das Älterwerden. Knaur, München 2019, ISBN 978-3-426-21462-6.

## Auszeichnungen (Auswahl)
- Louis-David-Preis 1976

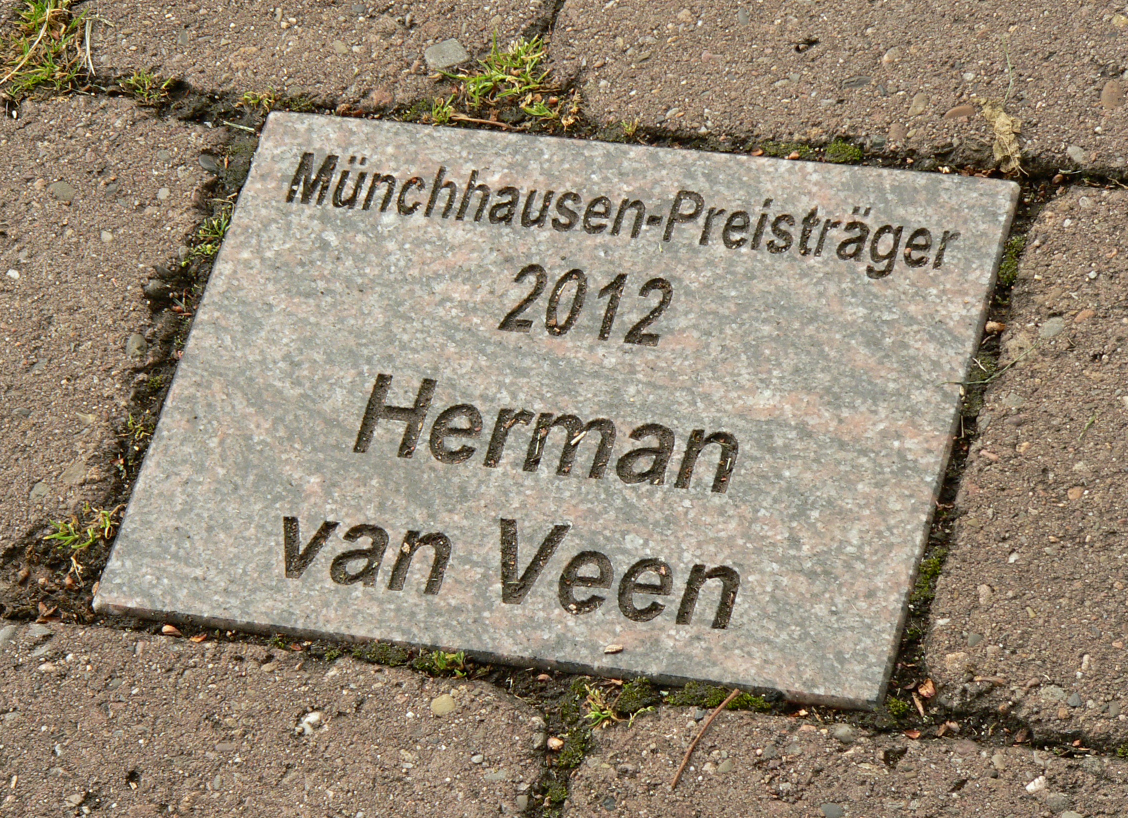
Steinplatte zum Münchhausen-Preis vor dem Rathaus in Bodenwerder

- Silberner Bär bei den Berliner Filmfestspielen 1990 für Kunst en vliegwerk
- Goldene Kamera für Alfred Jodocus Kwak 1991
- Ritter im Orden von Oranien-Nassau 1993
- Bundesverdienstkreuz der Bundesrepublik Deutschland 1999
- Radio 2 Zendtijdprijs 2002
- Le Prix Charles Cros 2003 für die CD Chapeau
- World Peace Flame 2004
- Martin Buber-Plakette 2005[10]
- Ritter im Orden vom Niederländischen Löwen 2008
- Münchhausen-Preis der Stadt Bodenwerder 2012
- KIND Award International des Vereins Kinderlachen 2013
- Joachim-Ringelnatz-Preis 2020
- Prix d’Humanité
- acht Edisons

## Film
- Ich bin ein Theater (Regie: Christiane Hein, 1986, Kurzdokumentarfilm der DEFA)[16]